# Emiliano Kaczka
Emiliano Kaczka (Moreno, Buenos Aires; 23 de marzo de 1972) es un actor de cine, teatro y televisión. Es el hermano mayor del actor y animador Guido Kaczka.

## Carrera
Kaczka vivió su infancia en la localidad de Moreno. Luego se mudó al barrio de  Villa Luro, primeramente en Elpidio González y Víctor Hugo, y luego en Yerbal y Lope de Vega, junto a su hermano Guido. Hijo de un vendedor de muebles y una ama de casa y actriz vocacional, además de Guido tiene tres hermanas más. Cursó la primaria en la Escuela Número 38 en Moreno.
Se formó en la Escuela de Teatro de Buenos Aires (ETBA) de Raúl Serrano, complementando su formación en distintos talleres y seminarios: expresión corporal, contact, historia del teatro, mimo, técnica vocal, actuación televisiva, entre otras. También estudió en el taller literario de Liliana Heker.
Emiliano debutó profesionalmente en la televisión en 1982 con el programa infantil Pelito con Adrián Suar, Gustavo Bermúdez, Julián Weich y Lorena Paola. Luego, intervino en decenas de ficciones para juveniles y telenovelas como Clave de sol, Regalo del cielo, Manuela, Alta comedia, Ricos y famosos, Mía solo mía con Andrea del Boca, Los buscas de siempre, Soy tu fan y María Marta, el crimen del country.
En cine interpretó al mánager de Diego Armando Maradona, Jorge Cyterszpiler, en la película Maradona, la mano de Dios, que se estrenó en el 2007, con la dirección de Marco Risi, y los protagónicos de Marco Leonardi, Juan Leyrado y Julieta Díaz.
En teatro actuó en las obras Confesiones del Pene (con la que hizo cuatro años de giras), Yepetto y Pijama Party.
En plena crisis del 2001 se fue alejando del medio artístico y, en paralelo, estudia en la UBA donde se recibe de abogado. A partir del 2020 regresa a la actuación.

## Vida privada
Se casó con Ingrid con quien tuvo a sus dos hijas: Lucía y Lara.

## Filmografía
- 2007: Maradona, la mano de Dios como Jorge Cyterszpiler

## Televisión
- 2024: El sabor del silencio como Héctor Ordoñez
- 2022: María Marta, el crimen del country como Fiscal Ángel Quiroga
- 2006: Casados con hijos
- 2006: Amo de casa
- 2006: Soy tu fan como Emiliano
- 2004: Mosca y Smith
- 2001: Un cortado, historias de café
- 1998: Ricos y famosos
- 1997:  Mía solo mía como Moyo
- 1995: La hermana mayor
- 1994: Solo para parejas
- 1993: El club de los baby sitters
- 1992/1994: Alta comedia
- 1992: Fiesta y bronca de ser joven
- 1991: Manuela como Rudy Verezza de niño
- 1991: Regalo del cielo como Fabián
- 1987: Clave de sol como Rodolfo (Rolo)
- 1982: Pelito como Jorge

## Teatro
- Solo Brumas, de Tato Pavlovsky
- Confesiones del Pene
- Yepetto
- Pijama Party